# Црвишта
Црвишта (грч. Καπνόφυτο, Капнофито) је насељено место у општини Синтика у периферији Средишња Македонија, Грчка. Према попису из 2021. године било је 125 становника.
Према бугарском географу и историчару, Василу Канчову, у Црвишту је 1900. године живело 350 Словена хришћана, 240 Турака, 50 Аромуна и 30 Рома. Током Другог балканског и Првог светског рата село је настрадало и део мештана се иселио, те је 1920. године имало 261 житеља. Године 1924. турско становништво је принудно исељено у Турску и део словенског у Бугарску. На њихово место је насељено 127 грчких избегличких породица, укупно 418 особа. На попису из 1928. године Црвишта су имала 457 становника, од чега су Грци били већина.